# Trichoglossus
Trichoglossus este un gen de papagal din familia Psittaculidae. Genul este răspândit pe scară largă în Australia, Wallacea și Melanezia, cu exemplare izolate în Filipine și Micronezia.

## Taxonomie
Genul Trichoglossus a fost introdus în 1826 de către naturalistul englez James Francis Stephens. Numele combină greaca veche thrix care înseamnă „păr” și glōssa care înseamnă „limbă”. Specia tip a fost ulterior desemnată ca Trichoglossus haematodus.
În urma publicării unui studiu filogenetic molecular în 2020, trei specii au fost mutate de la Trichoglossus la noul gen Saudareos.

### Specii
Genul conține zece specii:
- Trichoglossus rubiginosus
- Trichoglossus chlorolepidotus
- Trichoglossus haematodus
- Trichoglossus rosenbergii
- Trichoglossus moluccanus
- Trichoglossus rubritorquis
- Trichoglossus euteles
- Trichoglossus capistratus
- Trichoglossus weberi
- Trichoglossus forsteni

## Galerie

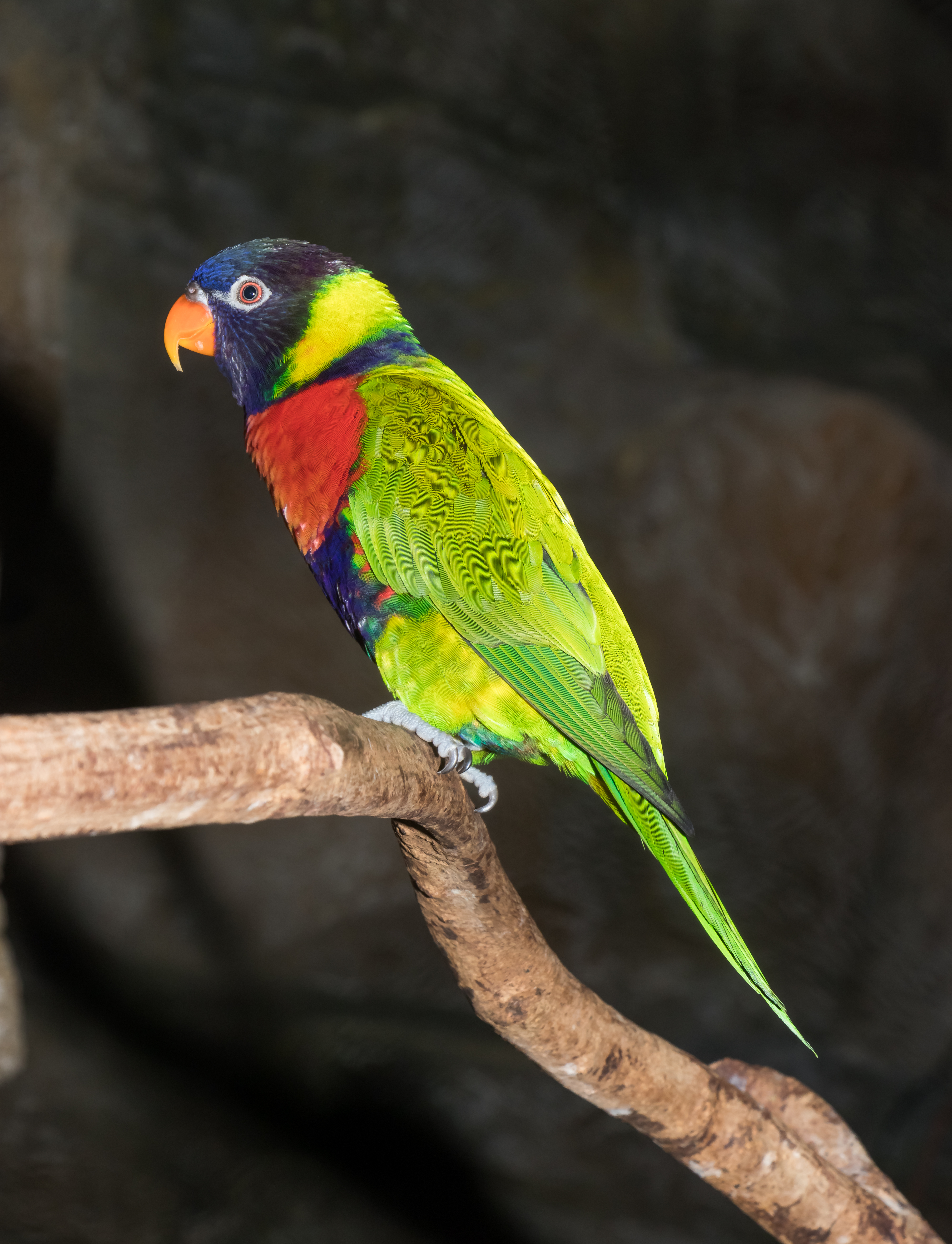
Trichoglossus forsteni
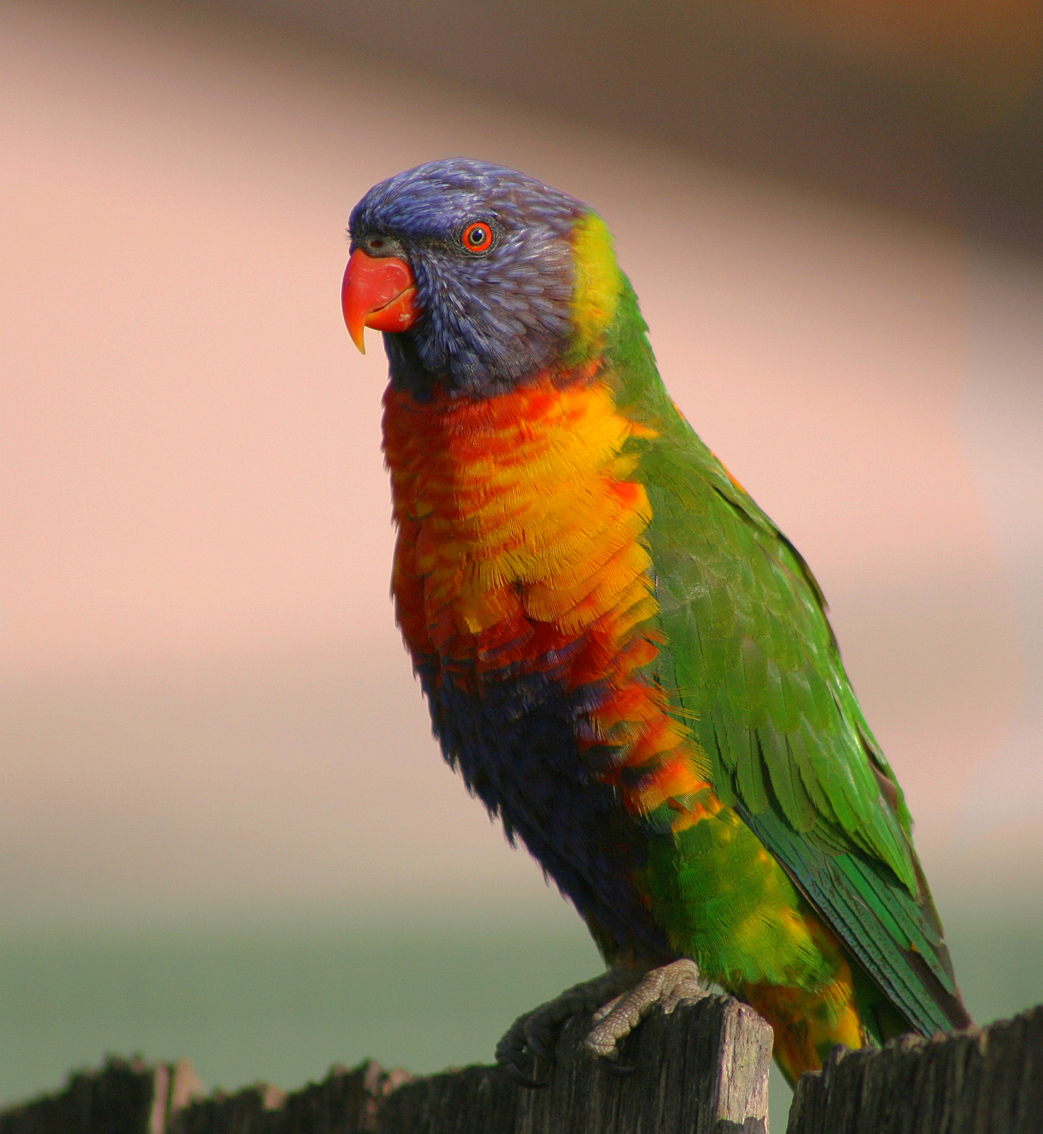
Trichoglossus moluccanus
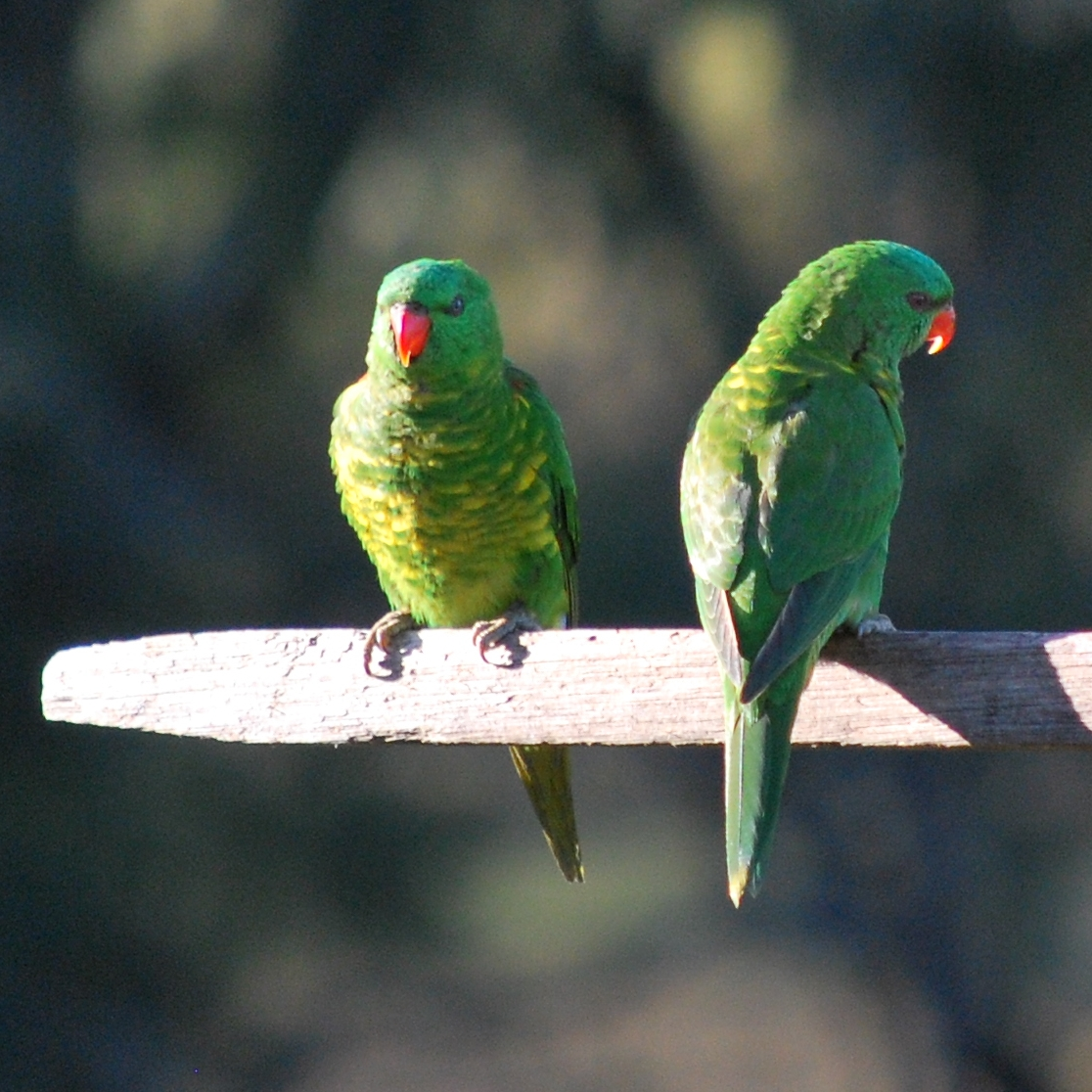
Trichoglossus chlorolepidotus
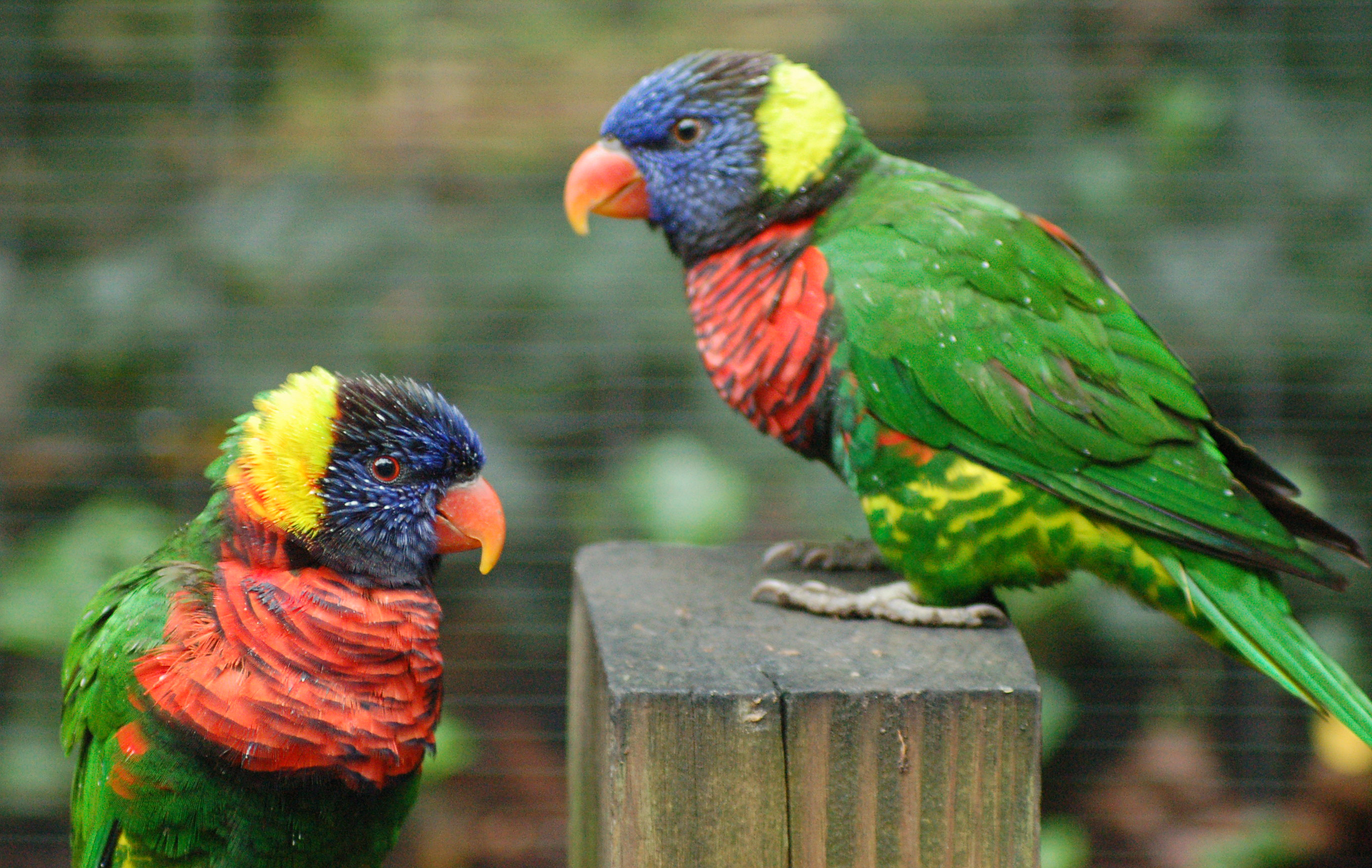
Trichoglossus haematodus